# Orlando Goñi
Orlando Goñi (Orlando Cayetano Gogni; * 26. Januar 1914 in Buenos Aires; † 5. Februar 1945) war ein argentinischer Tangopianist und Bandleader.

## Leben und Wirken
Goñi studierte klassisches Klavier und Harmonielehre bei Vincenzo Scaramuzza, wechselte aber sehr früh zum Tango. Dreizehnjährig debütierte er mit dem Orchester Alfredo Calabrós, kurz darauf gründete er mit seinem Freund Alfredo Gobbi ein Sextett. Danach spielte er in kurzer Folge in den Orchestern Miguel Calós, Manuel Buzóns, Anselmo Aietas und 1936 Juan Carlos Cobiáns. Als Aníbal Troilo, der ihn bei Buzón kennengelernt hatte, ein eigenes Orchester gründete, engagierte er ihn als Pianist. Bei Troilo blieb Goñi bis Ende 1943.
Darauf gründete er ein eigenes Orchester, mit dem er bei Radio Belgrano und in einigen Nachtclubs auftrat. Diesem gehörten die Bandoneonisten Antonio Ríos, Roberto Di Filippo, Eduardo Rovira und Luis Bonnat, die Geiger Rolando Curcel, José Amatriain, Antonio Blanco und Emilio González und der Kontrabassist Domingo Donaruma an. Als Sänger traten mit ihm Francisco Fiorentino, Antonio Rodríguez Lesende, Osvaldo Cabrera und Raúl Aldao auf. Von Goñi sind nur vier nichtkommerzielle Aufnahmen erhalten: Y siempre igual (mit Raúl Aldao), Mi regalo (mit Osvaldo Cabrera) sowie die Instrumentalstücke Chiqué und El taura. Seine einzige Komposition ist die Milonga Mi regalo.